# Karib'il IV.
Karib'il IV. (sabäisch krbʾl Karibʾil) war ein Herrscher (Mukarrib) des altsüdarabischen Reiches Saba. Hermann von Wissmann setzte seine Regierungszeit um 490 v. Chr. an. Er war vermutlich der Nachfolger des Yitha'amar Bayyin II.
Die einzige sichere Erwähnung von Karib'il IV. findet sich im so genannten „Großen Stammbaum“, einer Liste von „Freunden“ (mwd) sabäischer Mukarribe. Dort erscheinen in den Zeilen IX bis XI drei „Freunde“ eines Karib'il. Durch den Stammbaum einer durch mehrere Inschriften aus Dschifdir ibn Muneichir bekannten Familie ergibt sich außerdem, dass auch eine an Almaqah gerichtete Weiheinschrift aus Dschifdir ibn Muneichir diesen Karib'il meint. Karib'ils Nachfolger war mit Sicherheit Yada'il II.